# دنیاگیری ۱۸۹۰-۱۸۸۹
دنیاگیری ۱۸۹۰-۱۸۸۹ که اغلب با نام «آنفولانزای آسیایی» یا «آنفولانزای روسی» شناخته می‌شود، یک همه‌گیری ویروسی تنفسی در سراسر جهان بود. این دنیاگیری آخرین بیماری همه‌گیر بزرگ سده نوزدهم بود و از جمله مرگبارترین بیماری‌های همه‌گیر تاریخ است. این بیماری پاندمی حدود ۱ میلیون نفر از جمعیت ۱٫۵ میلیارد نفری جهان (۰٫۰۶۷٪ از جمعیت) را کشت. بیشترین اثرات گزارش‌شده از این بیماری همه‌گیر از اکتبر ۱۸۸۹ تا دسامبر ۱۸۹۰ رخ داد و عودهای آن در مارس تا ژوئن ۱۸۹۱، نوامبر ۱۸۹۱ تا ژوئن ۱۸۹۲، زمستان شمالی ۱۸۹۳–۱۸۹۴ و اوایل ۱۸۹۵ پیش آمد.

## در ایران
به گفته جرج کرزن در کتاب مشهورش ایران و قضیه ایران همه‌گیری آنفولانزا و قحطی «دو بلای آسمانی بزرگ» بودند که در دوره ناصرالدین شاه جمعیت ایران را از ۱۰ به چهار میلیون نفر رساندند.